# Municipio de Prathers Creek
El municipio de Prathers Creek (en inglés: Prathers Creek Township) es un municipio ubicado en el  condado de Alleghany en el estado estadounidense de Carolina del Norte. En el año 2010 tenía una población de 869 habitantes.

## Geografía
El municipio de Prathers Creek se encuentra ubicado en las coordenadas 36°29′49.46″N 81°14′55.33″O / 36.4970722, -81.2487028.